# Cantó de Châlette-sur-Loing
El cantó de Châlette-sur-Loing és un cantó francès del departament de Loiret, situat al districte de Montargis. Té sis municipis i el cap és Châlette-sur-Loing.

## Municipis
- Cepoy
- Châlette-sur-Loing
- Corquilleroy
- Paucourt
- Pannes
- Villevoques

## Història
| Data d'elecció                           | Identitat        | Partit | Qualitat |
| ---------------------------------------- | ---------------- | ------ | -------- |
| 1973-1979                                | Max Nublat       | PCF    |          |
| 1979-2011                                | Jean Louis       | PCF    |          |
| 2004-                                    | Franck Demaumont | PCF    |          |
| les dades anteriors no són pas conegudes |                  |        |          |
|                                          |                  |        |          |

## Demografia
| A partir de 1990: Població sense dobles comptes |